# Cai Araxe
Cai Araxe (em avéstico: Kauui Aršan; em árabe: Kay Araš ou Kay Arš) é uma figura mitológica do folclore iraniano e tradição oral, membro da semi-lendário dinastia caiânida.

## Vida
Cai Araxe participou na batalha final contra Afrassíabe do Turanistão no tempo de Caicosroes e, segundo Tabari, era governador do Cuzistão e a parte contígua da Babilônia sob Caicaus, Caicosroes e Cai Loraspe. Na Iasna 43.12 no Warštmānsr (Dencarde 9.23), é citado numa exegese junto a Jam e Carsaspe como não tendo aceito a dēn (tradição). A tradição árabo-persa o reconheceu como ancestral dos arsácidas: a Épica dos Reis de Ferdusi afirmou esta linhagem com a autoridade de um degã de Chache; Taalebi traçou a ascendência de Ársaces I (r. 250–211 a.C.), ancestral epônimo da dinastia, até Cai Araxe; Albiruni, baseando-se na Épica, pôs Asque (Ašk) como filho de Dara, um descendente de Aras; Tabari, especificando Asque como fundador dos arsácidas, colocou-o como filho de Ársaces I e um descendente de Cai Abivé, o filho de Caicobado; e Abu Hanifa de Dinavar identificou Caivas (Cai Araxe) como ancestral dos arsácidas. Almaçudi, na contramão das demais fontes, associou os arsácidas a Siauascis, filho de Caicaus.
Sua genealogia variou muito dependendo da fonte. A Criação Original e Dencarde afirmam que Abivé era pai de quatro filhos (Cai Araxe, Cai Biarxe, Cai Pisim, Caicaus), enquanto fontes muçulmanas fazem várias distorções: Tabari cita Cai Araxe como filho de Cai Abivé, mas também coloca os quatro irmãos, mais Cai Abibe, como filhos de Caicobado, uma versão que Balami segue; Abu Hanifa de Dinavar diz que Caicaus, Cai Abibe e Cai Caivas (Cai Araxe?) eram filhos de Caicobado; a Épica dos Reis de Ferdusi e Gardizi citam os quatro irmãos da Criação Original (trocando o nome de um deles para Cai Armine ou Cai Arxexe dependendo da leitura) como filhos de Caicobado; Taalebi coloca Cai Araxe como filho de Caicobado, mas Caicaus como seu filho e sucessor; Hâmeza e Albiruni (com Macdeci) registram, respectivamente, Cai Pisim e Caicaus como filhos de Cai Abivé; a crônica do século XII Moǰmal al-tawāriḵ pôs Caicaus, Cai Paxine, Cai Arxexe e Cai Araxe como filhos de Caicobado, mas noutra versão, da mesma obra, Caicaus era filho de Cai <ʾfrh>, filho de Caicobado.